# Matthias Ilgen
Matthias Ilgen (né le 6 décembre 1983 à Husum) est un ancien catcheur et homme politique allemand, député au Bundestag de 2013 à 2017.

## Biographie
Matthias Ilgen connaît une première carrière dans le milieu du catch, où il combat de 2006 à 2012 sous le nom de « Matthias Rüdiger Freiherr von Ilgen ».
En 2013, il figure sur la liste des candidats du SPD aux élections fédérales de 2013 dans le Land du Schleswig-Holstein ; Ilgen est le dernier des élus de cette liste.
Lors des élections fédérales de 2017, sa campagne est marquée par une affiche le montrant une hâche à la main, menaçant un arbre sur lequel figure un portrait de Donald Trump ; cette image déclenche une polémique locale, et le désaveu de responsables du SPD. La liste SPD est finalement devancée par celle de la CDU, et Matthias Ilgen n’est pas réélu. Il démissionne alors de ses fonctions locales dans son parti, pour se consacrer à la fondation d’une école d’arts martiaux à Husum, ainsi qu’au lobbying auprès des instances berlinoises.